# Juan Fernando Caicedo
Juan Fernando Caicedo (Chigorodó, Antioquia, Colombia; 13 de julio de 1989) es un futbolista colombiano que juega como delantero y su actual club es Universidad San Martín  de la Liga 2 de Perú.

## Trayectoria

### Inicios
Proveniente del Politécnico Jaime Isaza Cadavid,[cita requerida] Caicedo empezó su carrera con Centauros Villavicencio en la Categoría Primera B en 2009. Jugó 36 partidos y marcó 12 goles con el club. En el 2010 fichó con el Cortuluá y jugó en la Categoría Primera A, donde marcó 7 goles. En 2011 fue comprado por el Deportes Quindío con un contrato de dos años. El 6 de junio de 2012 marcó su primer hat-trick como profesional en la Copa Colombia 2012 contra Deportes Tolima donde ganó su equipo 4-3.
Al terminar su contrato con el Deportes Quindío con el pase en el poder del club, el jugador se entrenó con Atlético Nacional y luego con Querétaro de México.[cita requerida] Posteriormente, luego de ser rechazado en dichos equipos por sus problemas contractuales, intentó ser contratado por el Danubio de Uruguay. En dicha institución realizó, incluso, parte de la pretemporada. Finalmente, al intentar el club uruguayo la inscripción del jugador, descubrieron que no se trataba de un jugador libre, por lo que rechazaron la contratación.

### Independiente
Finalmente, el Independiente de Argentina resolvió el inconveniente contractual con el Deportes Quindío, y el pase se estipuló por el plazo de un año y medio.
Sus dos goles en Independiente los convirtió contra San Martín, finalizando el marcador 3-1 a favor de Independiente.
Finalmente terminó descendiendo con el conjunto de Avellaneda, y se fue con más pena que gloria.

### Santa Fe
A pesar de que iba a ser tenido en cuenta por Miguel Ángel Brindisi para disputar el torneo de la Primera B Nacional 2013/14, no juega el primer partido contra Brown de Adrogué debido a que Independiente acordó una cesión de 1 año con opción de compra al Santa Fe de Bogotá. 
Debutó con Independiente Santa Fe contra el Deportivo Cali; En ese partido pierde su equipo 2-0 por la Sexta fecha de la Categoría Primera A. Por la Séptima Fecha logra marcar su primer gol en Santa Fe, marcando el segundo gol de su equipo en el partido que terminó 3-0.

### Atlético Huila
En 2014 fue traspasado al Atlético Huila, club en donde convirtió un total de 14 goles.
Luego de finalizar el Torneo 2014 Finalización con el Atlético Huila donde se convirtió en el segundo máximo artillero de la liga, se anuncia oficialmente la transferencia hacia el Independiente Medellín.

### Independiente Medellín
Para enero del 2015 es presentado como nuevo jugador del Independiente Medellín. 
El 31 de enero debuta con el club rojo marcando gol en la victoria de 2-0 como visitantes ante el Once Caldas, y el 22 de febrero marca el gol de la victoria por la mínima sobre La Equidad. El 15 de agosto marca el gol del empate aun gol contra Independiente Santa Fe, y a los cinco días marca el gol de la victoria 1-0 sobre Deportivo Pasto. El 29 de noviembre marca su primer doblete con el club en el 0-2 contra Alianza Petrolera. En El Clásico Paisa el 12 de diciembre, marca el único gol del partido. En este equipo fue goleador de la temporada 2015 con 19 anotaciones en todas las competiciones. 
El 31 de enero en el primer partido del 2016 marca en el empate a dos goles en su visita al Atlético Bucaramanga. El 9 de abril marca su segundo hat-trick como profesional y primero en la liga en la victoria 4-2 contra Alianza Petrolera siendo la gran figura del partido. El 9 de junio se corona campeón del Torneo Apertura 2016 ante el Atlético Junior y jugó el partido. El 24 de agosto anota en la Copa Sudamericana 2016 su primer gol internacional en la goleada 3-0 como locales al Sportivo Luqueño de Paraguay. Termina la temporada con once goles siendo uno de los goleadores del equipo.
Su primer gol del 2017 lo hace el 5 de febrero para darle la victoria a los rojos 1-2 en El Campín ante Millonarios FC. El 13 de abril debuta por la Copa Libertadores 2017 perdiendo por la mínima ante CS Emelec en Ecuador. El 13 de agosto le da la victoria a su club 3-2 en el último minuto sobre Patriotas Boyacá, y tres días después marca el último gol en la victoria por 3-1 contra el Deportivo Cali como visitantes. El 27 de septiembre vuelve y le marca al Deportivo Cali en los últimos minutos, esta vez por la Copa Colombia 2017, empatando el juego a dos goles y ganando desde tiros penales.
Debuta en el Torneo Apertura 2018 con doblete en la goleada de 3-0 sobre el Atlético Huila donde sale como la figura del partido. El 5 de mayo marcó contra Sol de América de Paraguay por parte de la Copa Sudamericana 2018 en un partido que terminó 3-1 a favor del DIM. El 25 de noviembre marca en Ibagué el 0-2 final ante el Deportes Tolima sentenciando la clasificación a la gran final. El DIM terminó saliendo como subcampeón del Torneo Finalización 2018 al perder en el global 5-4 ante el Atlético Junior.

### New England Revolution
El 20 de diciembre de 2018 se convierte en nuevo jugador del New England Revolution de la Major League Soccer de Estados Unidos para la temporada 2019. El 27 de abril marcó sus primeros dos goles con el club en el empate a cuatro goles en su visita a Sporting KC siendo la figura del partido.

### Independiente Medellín
El 1 de enero de 2020 regresa al Independiente Medellín para jugar en la Categoría Primera A 2020.

### Deportes Tolima
En el 2021-I reforzó al equipo pijao con el cual llegaron a la final anotando en el partido de ida y doblete en el de vuelta cómo figura dándole el triunfo  2-1 a Deportes Tolima su tercera estrella ante Millonarios F.C. en el Estadio El Campín de Bogotá.

## Estadísticas
| Club                                  | Div                 | Temporada           | Liga  | Liga  | Copa Nacional | Copa Nacional | Copa Internacional | Copa Internacional | Total | Total | Prom. · |
| Club                                  | Div                 | Temporada           | Part. | Goles | Part.         | Goles         | Part.              | Goles              | Part. | Goles | Prom. · |
| ------------------------------------- | ------------------- | ------------------- | ----- | ----- | ------------- | ------------- | ------------------ | ------------------ | ----- | ----- | ------- |
| Centauros · Colombia                  | 2.ª                 | 2008-09             | 36    | 12    | 0             | 0             | -                  | -                  | 36    | 12    | 0.33    |
| Centauros · Colombia                  | Total               | Total               | 36    | 12    | 0             | 0             | 0                  | 0                  | 36    | 12    | 0.33    |
| Cortuluá · Colombia                   | 1.ª                 | 2010                | 17    | 7     | 0             | 0             | -                  | -                  | 17    | 7     | 0.41    |
| Cortuluá · Colombia                   | Total               | Total               | 17    | 7     | 0             | 0             | 0                  | 0                  | 17    | 7     | 0.41    |
| Deportes Quindío · Colombia           | 1.ª                 | 2011                | 16    | 6     | 4             | 1             | -                  | -                  | 20    | 7     | 0.35    |
| Deportes Quindío · Colombia           | 1.ª                 | 2012                | 26    | 13    | 7             | 3             | -                  | -                  | 33    | 16    | 0.48    |
| Deportes Quindío · Colombia           | Total               | Total               | 42    | 19    | 11            | 4             | 0                  | 0                  | 53    | 23    | 0.43    |
| Independiente Argentina               | 1.ª                 | 2013                | 14    | 2     | 0             | 0             | -                  | -                  | 14    | 2     | 0.14    |
| Independiente Argentina               | Total               | Total               | 14    | 2     | 0             | 0             | 0                  | 0                  | 14    | 2     | 0.14    |
| Santa Fe · Colombia                   | 1.ª                 | 2013                | 12    | 1     | 0             | 0             | -                  | -                  | 12    | 1     | 0.08    |
| Santa Fe · Colombia                   | Total               | Total               | 12    | 1     | 0             | 0             | 0                  | 0                  | 12    | 1     | 0.08    |
| Atlético Huila · Colombia             | 1.ª                 | 2014                | 21    | 14    | 3             | 1             | -                  | -                  | 24    | 15    | 0.63    |
| Atlético Huila · Colombia             | Total               | Total               | 21    | 14    | 3             | 1             | 0                  | 0                  | 24    | 15    | 0.63    |
| Independiente Medellín · Colombia     | 1.ª                 | 2015                | 43    | 17    | 5             | 2             | -                  | -                  | 48    | 19    | 0.4     |
| Independiente Medellín · Colombia     | 1.ª                 | 2016                | 38    | 9     | 4             | 0             | 8                  | 1                  | 50    | 10    | 0.2     |
| Independiente Medellín · Colombia     | 1.ª                 | 2017                | 27    | 5     | 6             | 1             | 4                  | 0                  | 37    | 6     | 0.16    |
| Independiente Medellín · Colombia     | 1.ª                 | 2018                | 42    | 11    | 1             | 0             | 2                  | 1                  | 45    | 12    | 0.27    |
| Independiente Medellín · Colombia     | 1.ª                 | 2020                | 5     | 0     | -             | -             | -                  | -                  | 5     | 0     | 0       |
| Independiente Medellín · Colombia     | Total               | Total               | 155   | 42    | 16            | 3             | 14                 | 2                  | 185   | 47    | 0.25    |
| New England Revolution Estados Unidos | 1.ª                 | 2019                | 28    | 5     | 2             | 0             | -                  | -                  | 30    | 5     | 0.17    |
| New England Revolution Estados Unidos | Total               | Total               | 28    | 5     | 2             | 0             | 0                  | 0                  | 30    | 5     | 0.17    |
| Deportes Tolima · Colombia            | 1.ª                 | 2020                | 7     | 1     | 3             | 1             | 1                  | 0                  | 11    | 2     | 0.18    |
| Deportes Tolima · Colombia            | 1.ª                 | 2021                | 31    | 12    | 4             | 0             | 3                  | 1                  | 38    | 13    | 0.34    |
| Deportes Tolima · Colombia            | 1.ª                 | 2022                | 19    | 5     | 2             | 0             | 3                  | 0                  | 24    | 5     | 0.21    |
| Deportes Tolima · Colombia            | 1.ª                 | 2023                | 13    | 3     | -             | -             | 3                  | 0                  | 16    | 3     | 0.19    |
| Deportes Tolima · Colombia            | Total               | Total               | 70    | 21    | 9             | 1             | 10                 | 1                  | 89    | 23    | 0.26    |
| Total en su carrera                   | Total en su carrera | Total en su carrera | 382   | 120   | 41            | 9             | 27                 | 3                  | 450   | 132   | 0.29    |

### Hat-tricks
| 1 | 6 de junio de 2012      | Estadio Manuel Murillo Toro, Ibagué | Deportes Tolima - Deportes Quindio         |  | 3 - 4 | Copa Colombia 2012       |
| 2 | 9 de abril de 2016      | Estadio Atanasio Girardot, Medellín | Independiente Medellín - Alianza Petrolera |  | 4 - 2 | Torneo Apertura 2016     |
| 3 | 21 de noviembre de 2021 | Estadio Manuel Murillo Toro, ibague | Deportes Tolima-Deportes Quindio           |  | 3 - 1 | Torneo Finalización 2021 |

## Palmarés

#### Campeonatos nacionales
| Título                | Equipo                 | País     | Torneo         | Rival          |
| --------------------- | ---------------------- | -------- | -------------- | -------------- |
| Superliga de Colombia | Independiente Santa Fe | Colombia | Superliga 2013 | Millonarios    |
| Categoría Primera A   | Independiente Medellín | Colombia | Apertura 2016  | Júnior         |
| Copa Colombia         | Independiente Medellín | Colombia | Copa 2019      | Deportivo Cali |
| Categoría Primera A   | Deportes Tolima        | Colombia | Apertura 2021  | Millonarios    |
| Superliga de Colombia | Deportes Tolima        | Colombia | Superliga 2022 | Deportivo Cali |